# 1955–1956-os magyar jégkorongbajnokság
A 19. első osztályú jégkorongbajnokság ban hat csapat szerepelt. Új csapatként indult a Bp. Dózsa együttese, amely elsősorban a Bp. Kinizsitől és a Postástól igazolt. A lila-fehér gárdában a legnagyobb név Hircsák István volt, aki a második világháború előtti korszak klasszis kapusa volt. Nem szerepelt a küzdelmekben a Győr és a Bp. Postás csapata, amely több szakszervezeti sportegyesülettel összevonva Törekvés néven indult el.
A mérkőzéseket 1955. december 20. és 1956. február 14. között rendezték meg egy mérkőzés kivételével a Városligeti Műjégpályán. Ezt az összecsapást a Millenáris Sportpálya frissen átadott jégpályáján bonyolították le 1956. február 12-én a Kinizsi és a Meteor csapatai között.
A bajnokság a Bp. Kinizsi fölényét hozta, amely csak egy alkalommal, a Bp. Dózsa ellen vonult le a jégről vereséggel. Ugyancsak biztosan szerezte meg az ezüstérmet a Vörös Meteor, míg a dobogó harmadik fokán azonos pontszámmal a Bp. Dózsa és a Törekvés osztozott.

## OB I. 1955/56
|    | Csapat           | M  | GY | D | V | GK    | Pont |
| -- | ---------------- | -- | -- | - | - | ----- | ---- |
| 1. | Bp. Kinizsi      | 10 | 9  | 0 | 1 | 59–20 | 18   |
| 2. | Bp. Vörös Meteor | 10 | 6  | 1 | 3 | 51–23 | 13   |
| 3. | Bp. Dózsa        | 10 | 5  | 1 | 4 | 49–30 | 11   |
| 3. | Bp. Törekvés     | 10 | 5  | 1 | 4 | 35–29 | 11   |
| 5. | Bp. Építők       | 10 | 2  | 2 | 6 | 27–46 | 6    |
| 6. | Bp. Szikra       | 10 | 0  | 1 | 9 | 13–86 | 1    |

## A Bp. Kinizsi bajnokcsapata
Bárány István, Kondorosi Tihamér, Lőrincz Ferenc, Molnár II. Tibor, Palotás János, Pozsonyi Lajos, Prosbik Andor, Raffa György, Rajkai László, Schneck János, Serán, Simon László, Szende János
Edző: Helmeczi Frigyes